# Chiserley
Chiserley – osada w Anglii, w hrabstwie ceremonialnym West Yorkshire, w dystrykcie metropolitalnym Calderdale. Leży 30 km na zachód od miasta Leeds i 280 km na północny zachód od Londynu.